# 夏邑县站
夏邑县站是一个陇海线上的铁路车站，位于河南省商丘市夏邑县车站镇，建于1915年，目前为四等站，邮政编码为476444。目前客运：办理旅客乘降；行李、包裹托运；货运：办理整车、零担货物发到。